# Asociación Regionalista Gallega
La Asociación Regionalista Gallega (ARG) fue una organización política regionalista de Galicia (España) activa entre 1890 y 1892.
En noviembre de 1890 se constituyó en Santiago de Compostela el Comité Central Regionalista presidido por Manuel Murguía, aunque la mayoría de sus miembros venían del tradicionalismo. Entre ellos destacaban Alfredo Brañas, Salvador Cabeza de León, José Tarrío, Juan Barcia Caballero y Jesús Fernández Suárez. En 1891 se formaron comités locales, ya bajo el nombre de Asociación Regionalista Gallega, en Lugo, La Coruña, Orense, Pontevedra y Tuy. En total no llegó a mucho más de 50 asociados, aunque en las elecciones municipales de Santiago, José Tarrío salió elegido concejal.
La Patria Gallega (1891-1892) fue su órgano oficial, dirigido por Murguía, y en el que Brañas escribió artículos importantes para la evolución posterior del regionalismo. Entre las acciones de la ARG destaca la organización de los Juegos Florales de Tuy en 1891, en los que Brañas y Murguía emplearon el gallego por vez primera en un acto público.
Las diferencias entre tradicionalistas y liberales impidió la consolidación de la organización, aunque fue un escalón muy importante en la formación de un sentimiento nacionalista gallego, al ser la primera organización política regionalista que existió en Galicia.